# Великополе
Великопо́ле — село в Україні, у Яворівському районі Львівської області. Населення становить 633 осіб (станом на 2001 рік). Орган місцевого самоврядування — Івано-Франківська селищна громада. До 2020 року Великополе разом з селом Затока були підпорядковані Великопільській сільській раді.

## Географія
Село Великополе за 32 км від обласного центру, 40 км від районного центру, 8 км від адміністративного центру селищної громади. За 27 км знаходиться найближча залізнична станція Скнилів. На сході межує з Поріччям, на південному сході — з Мальчицями, на півдні — Зушищями, на заході — Добростанами та Волею-Добростанською.
Вулиці
У Великополі налічується 3 вулиці.
- Садова
- Центральна
- Шевченка Тараса

## Населення
Станом на 1968 рік, населення села становило 1020 осіб. За даними всеукраїнського перепису населення 2001 року у селі мешкало 633 особи.
Мова
Розподіл населення за рідною мовою за даними перепису 2001 року був наступним:
| українська | 632 | 99,84 |
| російська  | 1   | 0,16  |

## Історія
Поблизу села знайдені залишки поселення епохи бронзи (II тисячоліття до н. е.).
Великополе засноване у XV столітті, перші згадки датуються 1515 роком. У податковому реєстрі 1515 року в селі документується піп (отже, уже тоді була церква), шинок і 4 лани (близько 100 га) оброблюваної землі.
1939 року за Пактом Молотова — Ріббентропа увійшло до радянської зони окупації. Після приєднання цієї частини Польщі до Радянського Союзу, 27 листопада 1939 році у складі Яворівського повіту включене до новоутвореної Львівської області УРСР, а з утворенням районів, 17 січня 1940 року, Великополе увійшло до новоувореного Яворівського району Львівської області.
Під час німецько-радянської війни 216 мешканців села брали участь у бойових діях, з них 99 загинули, 50 були нагороджені орденами і медалями.
У 1950 році біля села у бою з підрозділом МДБ загинув крайовий провідник ОУН Львівщини Осип Дяків-Горновий.
За радянських часів у Великополі діяв колгосп імені Лесі Українки, що спеціалізувався на вирощуванні переважно зернових культур (пшениця) та технічних культур (льон), а також на тваринництві м'ясного напряму. Діяв кам'яний кар'єр.

## Церква

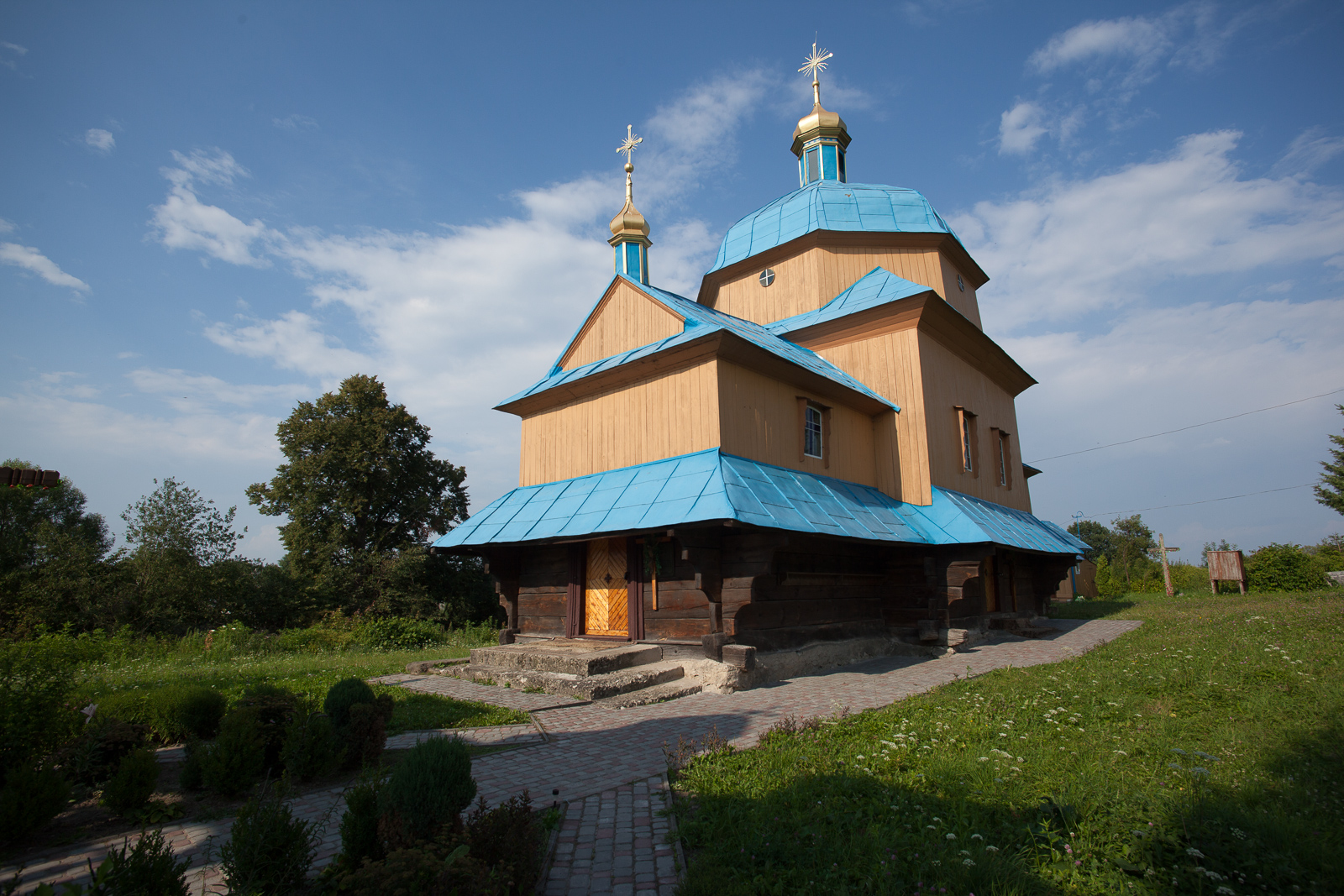
Церква Собору Пресвятої Богородиці

1515 року у селі вже існувала православна церква, оскільки місцевий священик у той час вже сплачував податок. 1781 року коштом селян і пароха була зведена нині діюча дерев'яна церква Собору Пресвятої Богородиці із мурованою дзвіницею. 1890 року церкву було розписано, а дзвіницю оновлено. У жовтні 1927 року парохом Великополя був призначений племінник дружини Михайла Грушевського о. Микола Вояковський.
Споруди церкви та дзвіниці внесені до реєстру пам'яток архітектури національного значення Львівської області під охоронними № 806 та № 807. До 2015 року нею користувалися громади УГКЦ і УПЦ МП. 14 червня 2015 року дерев'яний храм знищений вогнем.

## Освіта та культура
У селі працює Великопільська загальноосвітня школа I—III ступенів, бібліотека, медичний пункт, а також село має власну футбольну команду «Великополе».

## Відомі люди
- Дяків Осип Васильович — член УГВР і заступник голови ГС УГВР. Провідний публіцист українського визвольного руху. Загинув у бою зі спецвідділом МДБ; відзначений Бронзовим хрестом бойової заслуги (5.12.1947), Золотим хрестом заслуги (1.11.1950)[16].
- Микола Мошанчук-«Бор» — командир підвідділу ВО «Буг», провідник ОУН Городоцької округи[17], нагороджений Срібним Хрестом заслуги УПА Наказом ГВШ УПА ч.1/51 від 25 липня 1951 року[18].
- Федик Ігор Іванович — український історик, краєзнавець, педагог, науковий співробітник Центру досліджень визвольного руху, заслужений вчитель України.